# Старосокулацька сільська рада
Старосокула́цька сільська рада (рос. Старосокулакский сельский совет) — сільське поселення у складі Сарактаського району Оренбурзької області Росії.
Адміністративний центр — село Старий Сокулак.

## Населення
Населення — 372 особи (2019; 404 в 2010, 554 у 2002).

## Склад
До складу сільської ради входять:
| Населений пункт       | Населення, осіб (2002) | Населення, осіб (2010) |
| --------------------- | ---------------------- | ---------------------- |
| Гремучий, селище      | 169                    | 106                    |
| Старий Сокулак, село  | 354                    | 295                    |
| Федоровка Друга, село | 11                     | 1                      |
| Черепановка, хутір    | 5                      | 0                      |
| Широкий Брод, хутір   | 15                     | 3                      |